# Gangaro
Gangaro – wyspa w Chorwacji, na Morzu Adriatyckim.
Jest położona pomiędzy Pašmanem, Žižanjem a Vrgadą. Zajmuje powierzchnię ok. 0,8 km². Jej wymiary to 1,9 × 0,6 km. Maksymalna wysokość to 24 m n.p.m. Długość linii brzegowej wynosi 4,6 km. U wybrzeży Gangaro leżą wysepki Mali i Veli Ošljak, Kotula Mala i Vela, Runjava Kotula i Obun.